# Jasmínová rýže
Jasmínová rýže (thajsky: ข้าวหอมมะลิ, přepis do latinky: Khao hom mali, čínsky: 茉莉香米, přepis do latinky: Mo-li siang-mi) je jedním z nejznámějších druhů rýže. Je to jeden z druhů rýže seté (latinsky Oryza sativa). Je to dlouhozrnná rýže, která má jemné aroma připomínající oříšky nebo popcorn. Toto aroma způsobuje chemická látka 2AP (2-acetyl-1-pyrrolin), která patří mezi ketony.

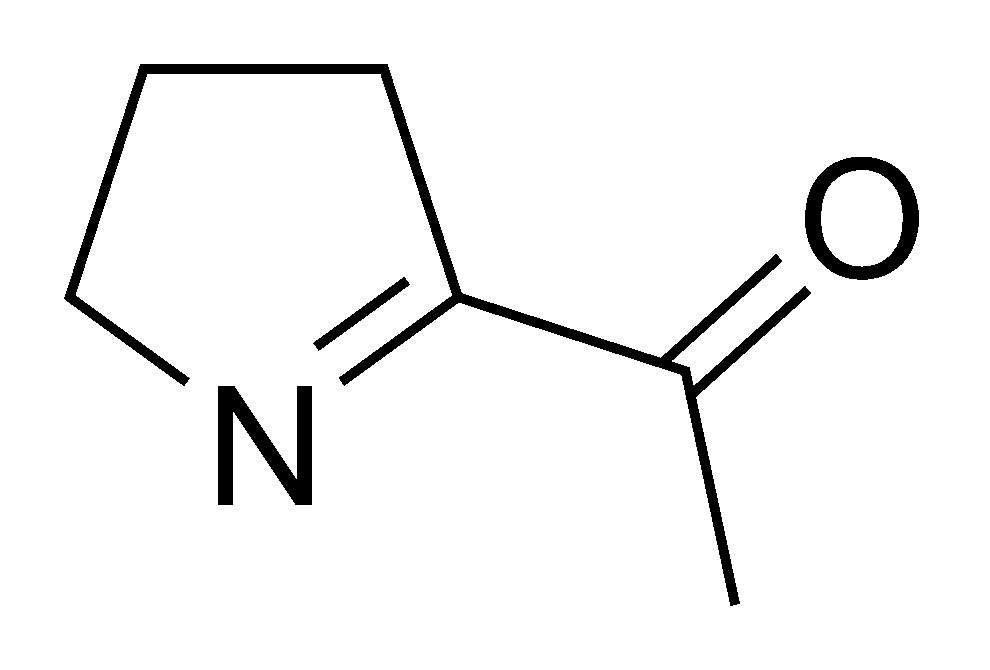
Chemický vzorec 2AP

V typickém balení a skladování se ovšem vůně do několika měsíců ztrácí. Po uvaření je jasmínová rýže měkká, mírně lepkavá a nasládlá. Má glykemický index okolo 68–70, kdežto rýže basmati jen 59. Jasmínová rýže se běžně podává ve formě hnědé rýže.

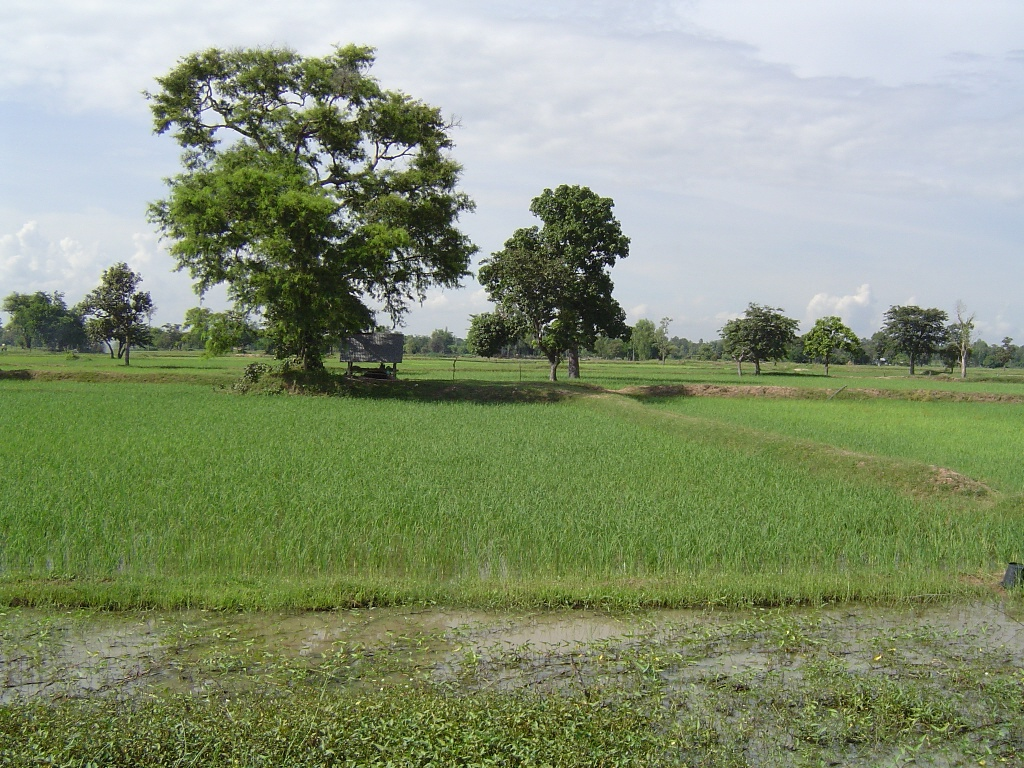
Rýžové pole v severovýchodní Thajsku, na kterém se pěstuje jasmínová rýže

Pěstuje se především v jihovýchodní Asii (nejvíce v Thajsku, ale i v Kambodži, Laosu a Vietnamu). Též se používá v západní Africe. Známým pokrmem, který se z ní někdy dělá, je jollof rice, rýžová směs z Ghany a Nigérie rozšířená po celé západní Africe.

## Varianty
Jasmínová rýže má více variant, rozlišuje se jasmínová rýže z Thajska a jasmínová rýže z Kambodži. Varianty kambodžské rýže nesou názvy phka rumduol, phka romeat, a phka rumdeng. Ve světě se nejčastěji setkáme s thajskou variantou, naprostá většina exportu jasmínové rýže do Evropy a Severní Ameriky je z Thajska (zřídka také z Vietnamu). Thajská jasmínová rýže se rozlišuje na bílou a hnědou variantu. Říká se, že kvalitní jasmínová rýže pochází jen z thajských provincií Surin, Buriram a Sisaket.

## Kulinářské využití
Jasmínová rýže se používá jako příloha k mnoha různým pokrmům, používá se též v polévkách. Jasmínová rýže ale není dobrá na smažení, protože když je teplá, tak je příliš měkká.

### Příklady pokrmů z jasmínové rýže

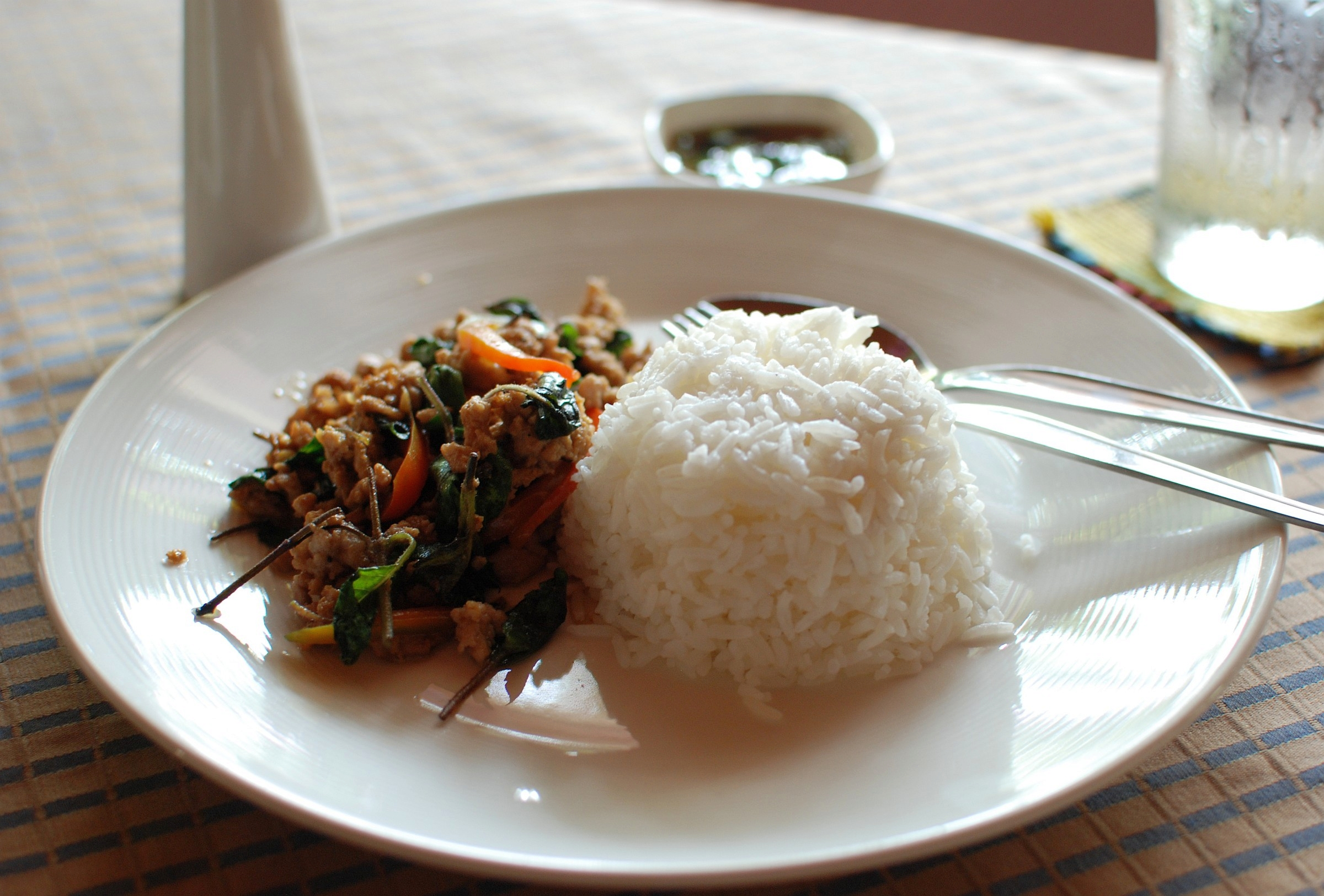
Kraphao moo, pokrm z thajské kuchyně, smažené mleté vepřové maso s bazalkou, jako příloha jasmínová rýže
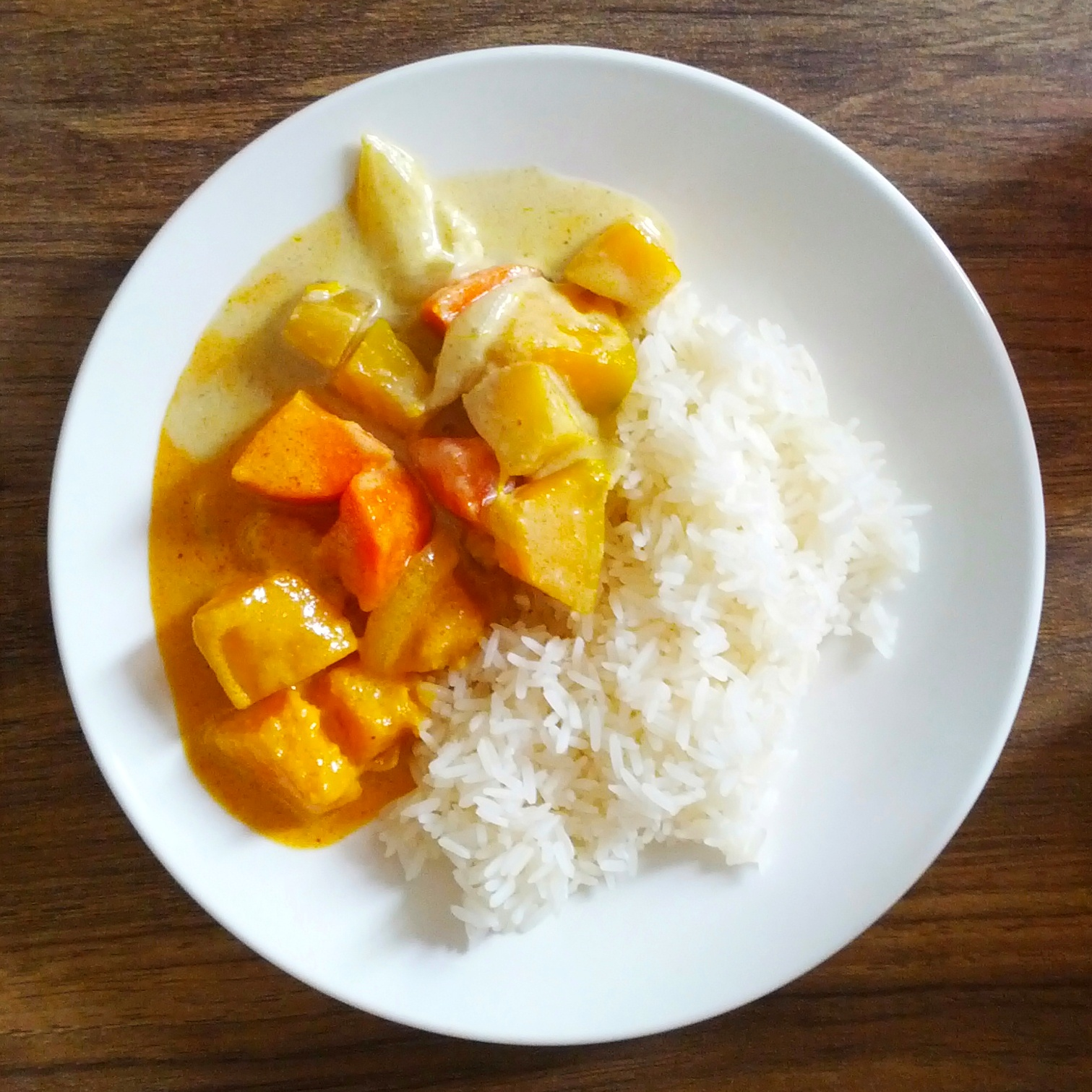
Thajské žluté kari s jasmínovou rýží
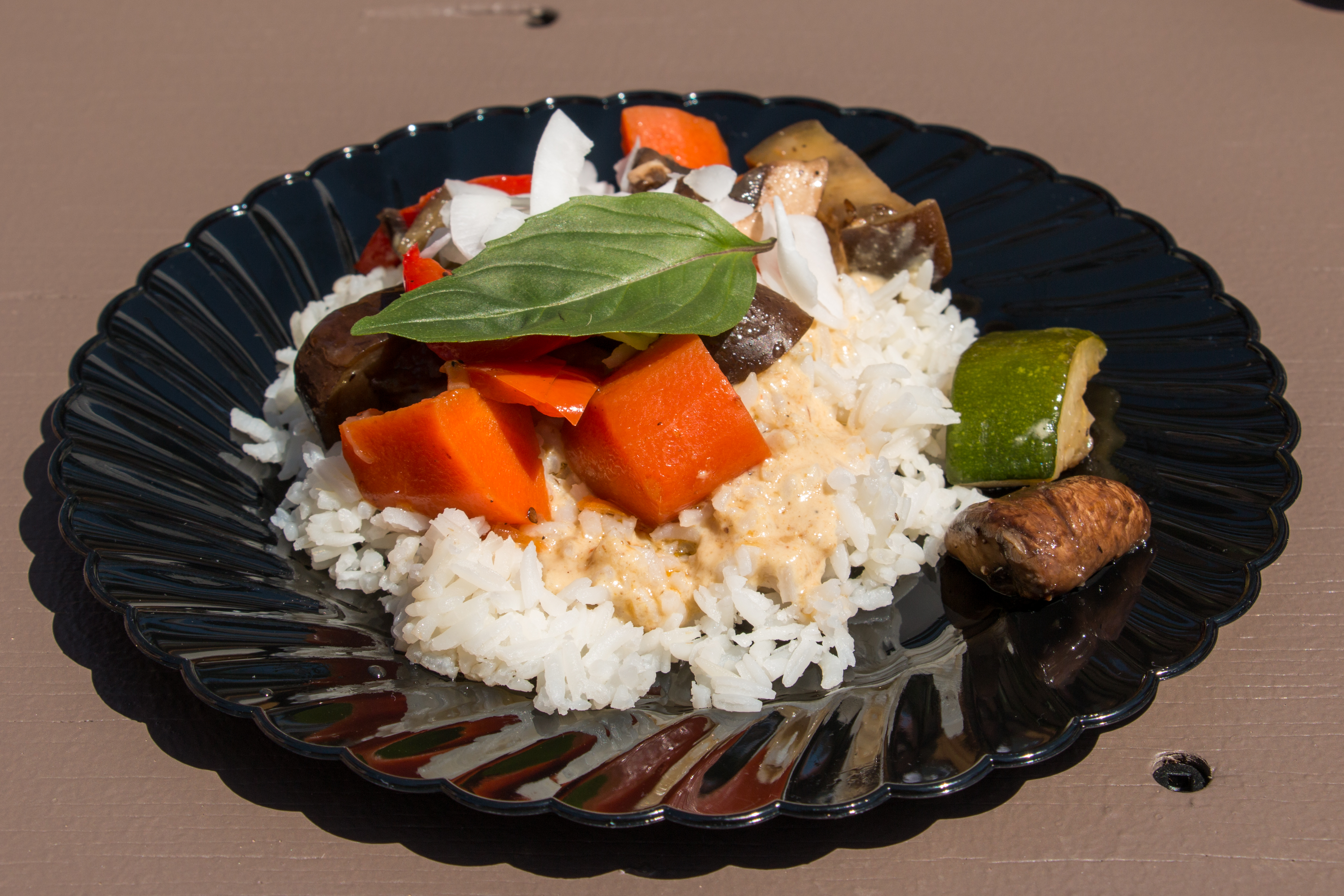
Thajské zeleninové kari s jasmínovou rýží
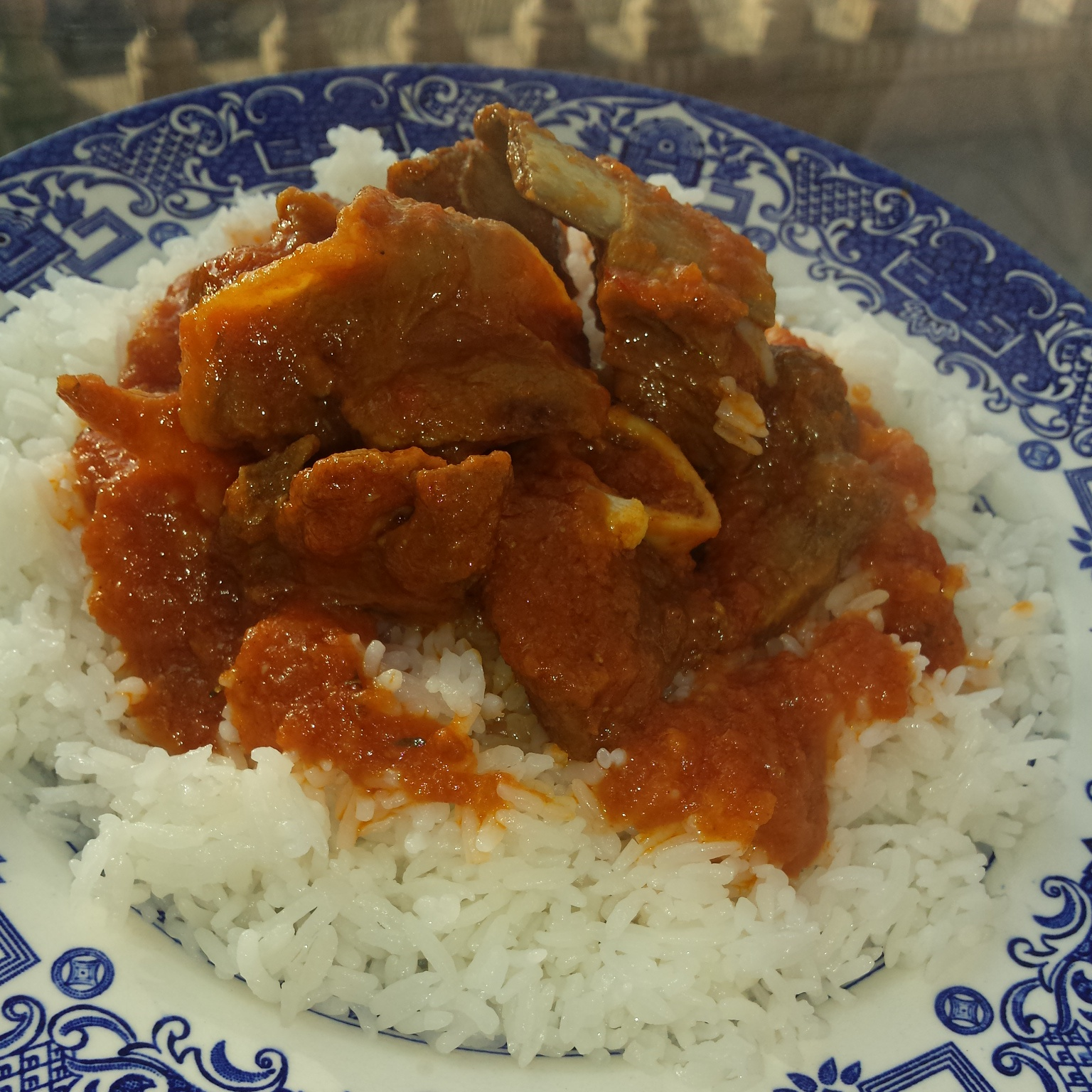
Nigerijské dušené kozí maso na jasmínové rýží
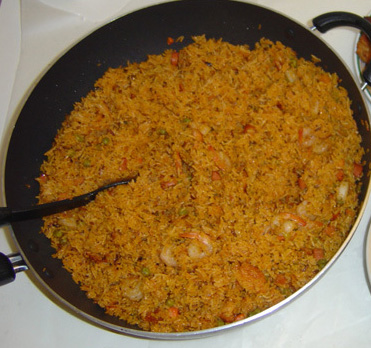
Jollof rice – západoafrická rýžová směs se zeleninou a masem. Krom jasmínové rýže se též používá basmati, případně jiná dlouhozrná rýže.

## Ocenění
V roce 2017, na světové rýžové konferenci v Macau vyhrála thajská jasmínová rýže hom mali 105 ocenění nejlepší rýže na světě, soutěžilo celkem 21 druhů rýže. Kritéria pro výhru byla tvar a chuť rýže, porotou byli kuchaři z různých restaurací v Macau.